# Lichinales
Die Lichinales sind eine Ordnung der Schlauchpilze (Ascomycota) und bilden alleine die Klasse der Lichinomycetes. Die Arten bilden Flechten mit Cyanobakterien als Photobionten.

## Merkmale
Die Arten bilden gallertige Krusten-, Strauch- oder Blattflechten.
Die Fruchtkörper sind scheibenförmige Apothecien, manchmal eingesenkt. In manchen Fällen sind sie auch keulenförmig, gestielt, sitzend. Sie sind fleischig, das Peridium ist oft nicht deutlich ausgebildet. Das Hymenium wird von Iod meist blau gefärbt. Die Asci sind dünnwandig oder an der Spitze verdickt. Sie besitzen keine deutlich ausgebildeten Apikalstrukturen. Häufig besitzen die Asci eine Iod-färbende äußere gallertige Schicht. Pro Ascus werden acht bis 100 Sporen gebildet. 
Die Ascosporen sind einfach oder selten mehrfach septiert, ellipsoidisch bis spindelförmig, durchscheinend (hyalin) oder pigmentiert. 
Die Anamorphen bilden Pyknidien.

## Systematik
Die Lichinales wurden früher zu den Lecanorales bzw. Lecanoromycetes gestellt. DNA-Sequenzanalysen zeigten jedoch, dass sie eine eigenständige Gruppe bilden, und zusammen mit den Geoglossaceae die Schwestergruppe der Lecanoromycetes bilden.
Zur Ordnung werden folgende Familien gezählt (mit ausgewählten Gattungen und Arten):
- Gloeoheppiaceae mit drei Gattungen
- Heppiaceae mit fünf Gattungen
- Lichinaceae mit 42 Gattungen
- Peltulaceae mit drei Gattungen